# 拉尔贝克
拉尔贝克（荷蘭語：Laarbeek）是荷蘭的一個市鎮，位於荷蘭南部，屬於北布拉班特省。拉尔贝克設立於1997年，是由三個市鎮合併而成。該市也是埃艾恩德霍芬市圈的一部分。

## 外部連結
- 维基共享资源上的相關多媒體資源：拉尔贝克
- 官方网站